# Lanques-sur-Rognon

Lanques-sur-Rognon este o comună în departamentul Haute-Marne din nord-estul Franței. În 2009 avea o populație de 216 de locuitori.

## Evoluția populației
| An        | 1975 | 1982 | 1990 | 1999 | 2006 | 2009 |
| --------- | ---- | ---- | ---- | ---- | ---- | ---- |
| Populație | 248  | 230  | 205  | 189  | 211  | 216  |